# Lärminstrument
Lärminstrumente sind Klangerzeuger, die Lärm produzieren sollen. Lärminstrumente erfüllen häufig Aufgaben im Signalwesen (z. B. Hupe, Martinstrompete), wo sie vor Gefahren warnen, bei politischen Demonstrationen sollen sie Aufmerksamkeit erregen und sie gehören als magisches Abwehrmittel gegen böswillige Mächte zu bestimmten Bräuchen, teilweise in einer Ritualmusik.
Lärminstrumente wurden oder werden neben ihrer Signalfunktion bei kultischen oder volksreligiösen Bräuchen (etwa zur Geisteraustreibung), bei der Treibjagd und allgemein zur Erweckung von Aufmerksamkeit benutzt. In Österreich ist das Ratschen als immaterielles Kulturerbe anerkannt. Manche Lärminstrumente werden als Spielzeuginstrument von Kindern benutzt. Verbreitet ist auch der Einsatz bei Sportveranstaltungen, vor allem in Fußballstadien. In der historischen Militärmusik (z. B. Musik der Janitscharen) spielen sie eine große Rolle, teils zur Ermutigung der eigenen Soldaten und teils zur Einschüchterung des Gegners.
Viele Schlaginstrumente und weitere Effektinstrumente werden zur Erzeugung von Lärm benutzt, z. B. Ratschen, Plattenklapper, Klapperbrett (Klepper, lettisch Klabeklis), Brummtopf, Glocke, Schellen, Peitsche, freies Mirliton (Kammblasen), Teufelsgeige, Naturhorn, Tröte und Luftrüssel (auch Blasrolle oder Luftrüssel-Tröte). Der Übergang von Lärm- zu Musikinstrumenten ist fließend, da musikalische und insbesondere rhythmische Gestaltungsmöglichkeiten nicht ausgeschlossen sind. So sind in der Arbeiterbewegung die sog. Schalmeienorchester entstanden, in denen Martinstrompeten gespielt wurden; auch im Karneval spielen mittlerweile teilweise Schalmeienkapellen. Auf vielen Lärminstrumenten lassen sich Rhythmen spielen oder untermalen.

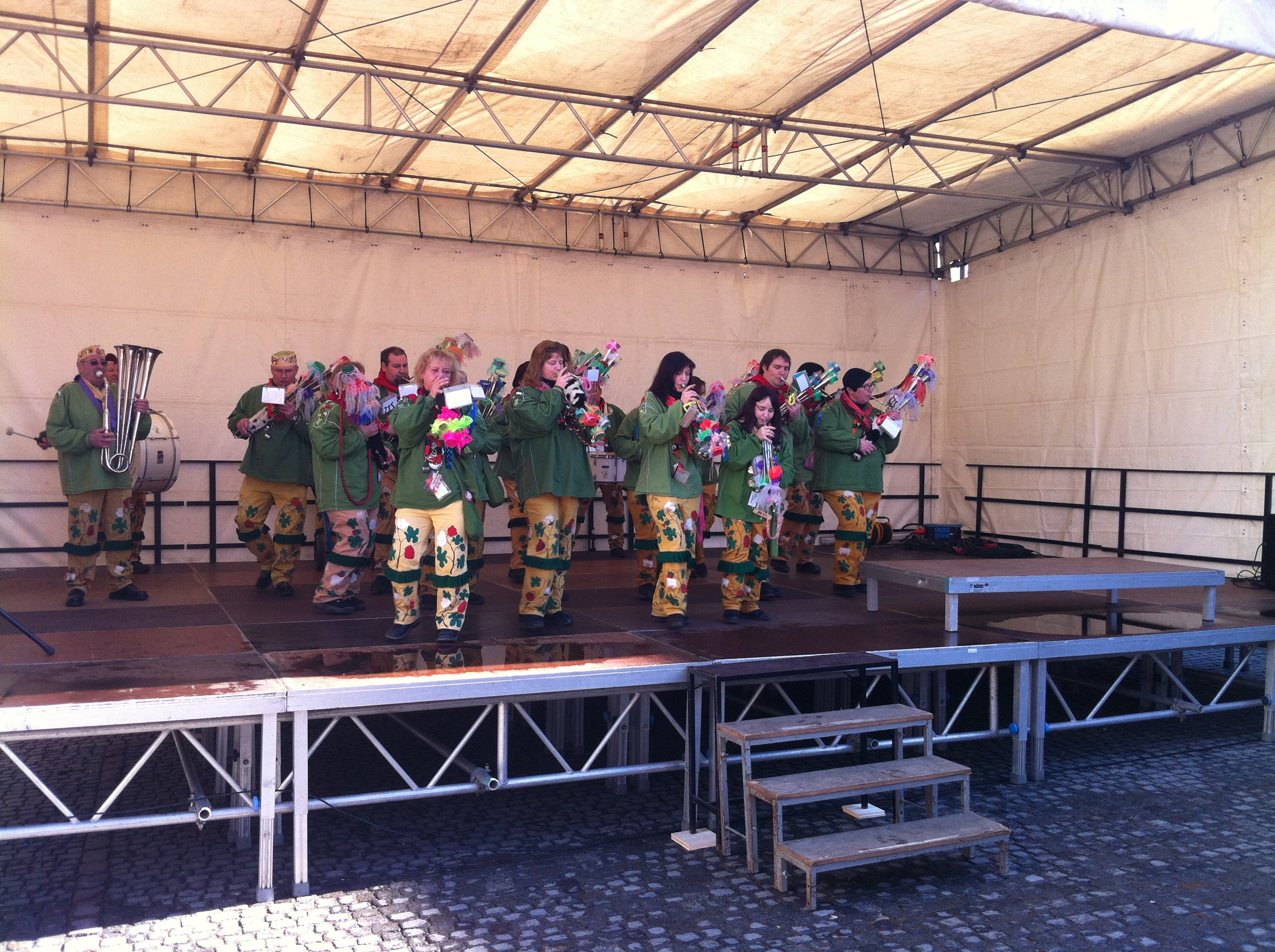
Karnevalistische Schalmeienkapelle

Traditionell war die Lärmtrommel ein verbreitetes Alarmierungsgerät.
Lärminstrumente sind in der Regel ohne musikalische Vorkenntnisse sofort spielbar; zudem sind viele kleine Lärminstrumente wie Vogelpfeife, Cuíca, Rasseln und Knackfrosch oft sehr preiswert erhältlich. Einige dieser Instrumente werden als Teil des orffschen Instrumentariums in der musikalischen Früherziehung verwendet.
Speziell für Kinder werden Trillerpfeifen aus Plastik hergestellt. Als Tröte bzw. Drucklufttröte werden auch Lärminstrumente bezeichnet, die bei Fußballspielen neben der südafrikanischen Vuvuzela und Trillerpfeifen von den Fans zum Anfeuern der Mannschaften verwendet werden und extrem laut sein können. Aufgrund der sehr hohen Lautstärke ist die Verwendung von Ohrenstöpseln sinnvoll.